# 熱普城
熱普城（英語：CP–PPI–HKRO），是一個曾經存在的香港本土派選舉聯盟，由熱血公民、普羅政治學苑以及香港復興會（代表「城邦派」）組成，主張「永續基本法」，並以「五區公投，全民制憲」為競選綱領。熱普城於2016年香港立法會選舉中，派出五張名單分別在香港五個直選選區參選，最後只有鄭松泰能取得新界西議席，而曾任立法會議員的黃毓民未能成功爭取連任。

## 參選名單
- 香港島：熱血公民鄭錦滿、鍾琬媛 — 22,555票（5.99%）
- 九龍西：普羅政治學苑黃毓民、馬愉生 — 20,219票（7.25%）
- 九龍東：熱血公民黃洋達 — 33,271票（10.11%）
- 新界西：熱血公民鄭松泰、張耀心 — 54,496票（9.03%），當選
- 新界東：香港復興會陳云根、李珏熙 — 23,635票（4.07%）

## 結果
2016年香港立法會選舉，熱普城聯盟派出的5個候選人名單中，最終在獲得15萬票的情況下，只有一位能夠進入立法會。鄭松泰在新界西選區獲取9.03％的得票當選，而競逐連任的黃毓民卻僅以424票之微輸給青年新政游蕙禎。而在5席的九龍東選區再次排第6位落選後，黃洋達宣布辭任熱血公民的首領，由鄭松泰接手領導熱血公民，香港復興會陳雲根會繼續出任主席。2017年初，鄭松泰的熱血公民與黃洋達的《熱血時報》分家。
熱普城候選人宣布選舉失利，承認缺乏公眾對他們「制憲運動」的支持，黃毓民更指因「樹敵」太多導致落敗（過去被指致力分化民主派，一手創立的社民連及人民力量與其決裂）。該聯盟在2016年立法會選舉後當日解散，由黃毓民在2016年9月5日公佈消息。普羅政治學苑將繼續為青年提供政治培訓。